# Balåifossen
Balåifossen er et vandfald i elven Balåi i Ulvik kommune i Vestland fylke i Norge, på sydøstsiden af Osafjorden. Den har tre fald, og det længste af disse er 452 meter. Vandfaldet får hovedsagelig vand fra snesmeltning på Kyrelvfjellet over fossen, og den kan derfor blive helt tør om sommeren og efteråret. Fossen ses bedst fra vejen på den anden side af fjorden.
Balåifossen har en total faldhøjde på 850 meter, og er i henhold til World Waterfall Database dermed det næst højeste vandfald i Norge og Europa, og det syvende højeste i verden.

## Eksterne Kilder og henvisninger
1. ↑  "Balåifossen på World Waterfall Database". Arkiveret fra originalen 10. oktober 2009. Hentet 23. februar 2013.

- Gammelt billede af Ulvik med Balåifossen i baggrunden